# Gustavo Fernández (tennis)
Ne doit pas être confondu avec le joueur de football Gustavo Fernández.
Gustavo Fernández, né le 20 janvier 1994 à Río Tercero, est un joueur professionnel de tennis en fauteuil roulant argentin.

## Carrière
Issu d'une famille de basketteurs professionnels, il est victime d'un infarctus à la moelle épinière à l'âge de 18 mois. Après avoir essayé le basket, il s'oriente vers le tennis à l'âge de 6 ans puis se lance sur le circuit junior en 2007. Début 2011, il devient n°1 mondial dans la catégorie puis passe professionnel. En 2012, il se révèle en remportant l'Open du Japon contre Stéphane Houdet et atteint ensuite les quarts de finale aux Jeux paralympiques de Londres. Ces performances lui permettent de rentrer dans le top 10 et de disputer ses premiers tournois du Grand Chelem en 2013. Il dispute sa première finale à l'Open d'Australie 2014 contre Shingo Kunieda, puis une seconde quelques mois plus tard contre le même adversaire à l'US Open.
En 2015, il remporte son premier titre en Grand Chelem en double à Wimbledon. L'année suivante, il s'impose en simple à Roland-Garros contre Gordon Reid. Il s'adjuge un second titre en simple à l'Open d'Australie en 2017. Il atteint le 1er rang mondial le 10 juillet après un titre en Super Series à l'Open de France. Il remporte en août le British Open face à Alfie Hewett.
De nouveau titré à l'Open de France en 2018, il commence sa saison 2019 par un succès à l'Open d'Australie face à Stefan Olsson, puis enchaîne par nouveau titre à Roland-Garros contre Gordon Reid.

## Palmarès

### Jeux paralympiques
- Paris 2024 :
  -  médaillé de bronze en simple messieurs

### Tournois du Grand Chelem

#### Victoires en simple (5)
| Année | Tournoi          | Adversaire en finale | Score         |
| 2016  | Roland-Garros    | Gordon Reid          | 7-64, 6-1     |
| 2017  | Open d'Australie | Nicolas Peifer       | 3-6, 6-2, 6-0 |
| 2019  | Open d'Australie | Stefan Olsson        | 7-5, 6-3      |
| 2019  | Roland-Garros    | Gordon Reid          | 6-1, 6-3      |
| 2019  | Wimbledon        | Shingo Kunieda       | 4-6, 6-3, 6-2 |

#### Victoires en double (3)
| Année | Tournoi       | Partenaire     | Adversaires en finale            | Score            |
| 2015  | Wimbledon     | Nicolas Peifer | Michaël Jeremiasz / Gordon Reid  | 7-5, 5-7, 6-2    |
| 2019  | Roland-Garros | Shingo Kunieda | Stéphane Houdet / Nicolas Peifer | 2-6, 6-2, [10-8] |
| 2022  | Wimbledon     | Shingo Kunieda | Alfie Hewett / Gordon Reid       | 6-3, 6-1         |

### Masters

#### Finales au Masters en simple (2)
| Année | Lieu      | Vainqueur    | Résultat       |
| ----- | --------- | ------------ | -------------- |
| 2021  | Orlando   | Alfie Hewett | 7-66, 4-6, 6-4 |
| 2023  | Barcelone | Alfie Hewett | 4–6, 6–1, 6–3  |

#### Victoires au Masters en double (1)
| Année | Lieu | Partenaire          | Finalistes                       | Résultat |
| ----- | ---- | ------------------- | -------------------------------- | -------- |
| 2022  | Oss  | Martín de la Puente | Tom Egberink / Ruben Spaargarent | 6-1, 6-2 |